# Schnellläufer (Astronomie)
Als Schnellläufer (englisch high-velocity stars) werden in der Astronomie einzelne Sterne mit einer großen Eigenbewegung bezeichnet. Schnellläufer, die aus OB-Assoziationen oder Sternhaufen herausgeschleudert wurden, werden auch als Runaway-Sterne („Ausreißer“, runaway stars) bezeichnet. 
Die Geschwindigkeiten der Sterne in der Nähe der Sonne können in zwei Gruppen aufgeteilt werden:
- die eine Gruppe hat eine mittlere Geschwindigkeit von 15 km/s
- die zweite Gruppe mit weniger Mitgliedern hat eine mittlere Geschwindigkeit von 40 km/s.

Die Verteilung der beiden Gruppen überlagert sich, so dass erst bei einer Geschwindigkeit von mehr als 50 km/s ein Stern eindeutig den Schnellläufern zugeordnet werden kann.
Während die meisten Sterne annähernde Kreisbahnen um das galaktische Zentrum besitzen (die Sonne benötigt dafür rund 250 Millionen Jahre), haben Schnellläufer:
- stark elliptische (langgestreckte) Bahnen,
- die gegen die Sonnenbahn stark geneigt sind.
- Ihre Geschwindigkeitskomponenten in Richtung der galaktischen Rotation (siehe Oort’sche Formel) sind meist geringer als die der Sonne, sodass sie im Allgemeinen hinter der Sonne zurückbleiben.
- Sie gehören meist zur Sternpopulation II.

## Ursache
Als Ursache für die hohen Relativgeschwindigkeiten der Schnellläufer werden zwei Ursachen angenommen:
- Der Schnellläufer war Bestandteil eines Doppelsternsystem, und der Begleiter ist in einer Supernova explodiert. Dabei wird das Doppelsternsystem zerstört.
- Bei der dynamischen Interaktion zwischen Sternen und Doppelsternen in den Kernen von Sternhaufen nehmen die leichteren Sterne Gravitationsenergie auf und werden aus dem Haufen ausgestoßen.[3]

## Beispiele
- 61 Cygni, ein Stern 5. Größe im Sternbild Schwan. Seine jährliche Positions-Verschiebung von etwa 5″ ließ Friedrich Wilhelm Bessel vermuten, dass er relativ nahe zu uns sei. So gelang ihm die erste Parallaxenmessung, die schon zahlreiche Astronomen seit über 100 Jahren versucht hatten. Die 1838 mit dem Fraunhoferschen Heliometer in der Sternwarte Königsberg gemessene Parallaxe von rund 0,3″ ergab, dass 61 Cygni 11 Lichtjahre von der Erde entfernt ist. Damit gehört er zu den 20 nächsten Sternen des Sonnensystems.
- Barnards Pfeilstern im Sternbild Schlangenträger ist der Stern mit der höchsten bekannten Eigenbewegung von 10,34″ pro Jahr.
- Groombridge 1830
- Kapteyns Stern
- Teegardens Stern

## Schnellläufer im weiteren Sinne
Schnellläufer im weiteren Sinne sind Sterne, die sich mit einer Geschwindigkeit bewegen, die knapp unterhalb der Fluchtgeschwindigkeit des gravitativ bindenden Systems liegt. Diese Schnellläufer werden bei Zwerggalaxien und Kugelsternhaufen beobachtet. Als Ursache der hohen Geschwindigkeit werden ebenfalls dynamische Wechselwirkungen zwischen einem Doppelsternsystem und einem Einzelstern oder eine Interaktion zwischen einem Schwarzen Loch und einem Doppelsternsystem vermutet.

## Abgrenzung zu Hyperschnellläufern
Hyperschnellläufer erreichen mit 300 bis 1000 km/s Geschwindigkeiten, die ausreichen, um das Gravitationsfeld der Milchstraße zu verlassen. Alle Hyperschnellläufer stammen anscheinend aus dem Zentrum der Galaxie.

## Feldsterne des Spektraltyps O
Feldsterne  des Spektraltyps O sind Sterne mit über zehn Sonnenmassen und einer Lebensdauer von nur wenigen Millionen Jahren. Sie befinden sich außerhalb eines Sternhaufens oder einer OB-Sternassoziation und sind, solange sie keine Schnellläufer sind, als Einzelsterne entstanden, da sie sich vom Ort ihrer Entstehung noch nicht weit genug entfernt haben können.
Eine Untersuchung zeigt dagegen, dass alle O-Feldsterne entweder eine hohe Eigenbewegung, eine hohe Radialgeschwindigkeit oder eine Schockfront des interstellaren Mediums in Bewegungsrichtung zeigen. Damit gehören wahrscheinlich alle frühen Feldsterne zu den Schnellläufern, wenn sie nicht am Ort ihrer Entstehung beobachtet werden.